# دوري كرة القدم النرويجي الدرجة الأولى للسيدات 2011
دوري كرة القدم النرويجي الدرجة الأولى للسيدات 2011 (بالنرويجية: 1. divisjon fotball for kvinner 2011) هو موسم من دوري كرة القدم النرويجي الدرجة الأولى للسيدات ‏. فاز فيه Vålerenga Fotball Damer ‏.